# Homicide (Wrestler)
Nelson Rodriquez Erazo (*	20. März 1977 in Brooklyn, New York), besser bekannt als Homicide, ist ein US-amerikanischer Wrestler.

## Karriere
Er war an der High School einer der Besten im Baseball und Football, lehnte aber das angebotene Stipendium in Miami ab, um in New York zu bleiben. Da er sich schon immer für Wrestling interessierte, beschloss er 1993, Wrestler zu werden und fing an, sich selber zu trainieren. Nachdem er schon gut drei Jahre „untrainiert“ in den Ring gestiegen war, wurde Manny Fernandez auf ihn aufmerksam und trainierte ihn in seiner Schule weiter. Sein erstes Gimmick war „The Latin Terror“, 1995 gefiel es ihm aber nicht mehr, und weil er früher Mitglied in einer Gang war, kam er so auf sein „Gangster“-Gimmick das er noch heute benutzt. Heute trainiert Homicide selber Nachwuchswrestler, seine bekanntesten Schüler sind Monsta Mack (von der Hit Squad) und Senshi.

### Ring of Honor (2002–2008;2010–2011)
Am 23. Februar 2002 gab Homicide sein Debüt für Ring of Honor in deren aller ersten Show.
In der Zeit als Tag Team Champion bei TNA besiegte er am 23. Dezember 2006 Bryan Danielson bei Final Battle und wurde zum ersten Mal ROH World Champion. Jedoch verlor Homicide den Titel am 17. Februar 2007 wieder an Takeshi Morishima. Da Ring of Honor aber ab Mitte 2007 auch Pay-Per-Views produzierte und so zur Konkurrenz für TNA wurde, verbot man seitens TNA Erazo weiterhin bei Ring of Honor aufzutreten. Im Jahr 2008 trat Homicide mit Hernandez noch mal für zwei Tage bei ROH auf.
Am 11. September 2010 gab er sein Comeback bei Ring of Honor. Dabei führte er Fehden gegen den damaligen World Champion Roderick Strong und gegen die Gruppierung Embassy. Sein letztes Match bestritt er am 26. Juni 2011 gegen Rhino.

### Total Nonstop Action (2005–2010)
Ende 2005 gab es erste Gerüchte, dass er bei Total Nonstop Action Wrestling auftreten würde, eine Verletzung verhinderte zunächst diesen Auftritt, bevor er zur Silverstershow 2005 in einem Backstagesegment debütierte. Homicide schloss sich Silvester 2005 mit Konnan und Hernandez zur Latin American eXchange (LAX) bei TNA Wrestling zusammen und wurde im Sommer 2006 mit Hernandez NWA World Tag Team Champion in einer Fehde gegen Christopher Daniels und AJ Styles. An selbige verloren sie die Titel bei No Surrender am 24. September 2006. Aber bereits bei Bound for Glory am 22. Oktober desselben Jahres gewannen sie die zurück. Bei Lockdown am 15. April 2007 verloren LAX den Titel Team 3D. Am 11. Mai 2008 bei Sacrifice gewannen sie zum ersten und bisher einzigen Mal die TNA World Tag Team Championship in einem Match um den vakanten Titel gegen Team 3D. Bei Hard Justice am 10. August 2008 verloren sie die Titel an Beer Money Inc.
Am 16. Juli 2009 bei TNA iMPACT! gewann Homicide die TNA X Division Championship von Suicide, nachdem er seinen Feast or Fired-Koffer von Final Resolution 2008 einlöste. Den Titel verlor er an Samoa Joe am 16. August 2009 bei Hard Justice. Am 19. August 2010 wurde er von TNA auf eigenen Wunsch entlassen.

### Independent
Seit seinem Wrestling-Debüt tritt Homicide ebenfalls in den Independentszene auf. Dabei ist er unter anderem seit 1997 für Jersey All Pro Wrestling tätig. In den Jahren 2010 und 2011 gab es Auftritte für Dragon Gate USA. Seit Juni 2011 ist er exklusiv bei der jungen Promotion Urban Wrestling Federation unter Vertrag.

## Titel
- Full Impact Pro
  - 1× FIP World Heavyweight Championship

- Pro Wrestling Guerrilla
  - 1× PWG World Tag Team Championship (mit B-Boy)

- Ring of Honor
  - 1× ROH World Championship

- Total Nonstop Action Wrestling
  - 1× TNA X Division Championship
  - 1× TNA World Tag Team Championship (mit Hernandez)
  - 2× NWA World Tag Team Championship (mit Hernandez)

- Jersey All Pro Wrestling
  - 7× JAPW Heavyweight Championship
  - 6× JAPW Tag Team Championship (2× mit Kane D und je 1 mit Hernandez, Teddy Hart, B-Boy und Don Montoya)

- Sonstige
  - 1× PWU Heavyweight Championship
  - 1× UXW Heavyweight Champion
  - 1× USA Pro Xtreme Champion
  - 1× USA Pro United States Champion
  - 1× ICW Tag Team Champion (mit Boogalou)
  - 1× PWX Tag Team Championship (mit Jimmy Anjel)